# Малюк Скіннера
Малюк Скіннера  (англ. Skinner's Baby) — американський художній фільм режисера Гаррі Бомонта 1917 року.

## У ролях
- Брайант Вошберн — Вільям Меннінг Скіннер
- Хейзел Дейлі — Гоней
- Джеймс С. Керролл — Маклафлін
- Улльріх Хаупт — Перкінс
- Джекі Куган — маленький хлопчик